# Rhaphuma externesignata
Rhaphuma externesignata är en skalbaggsart som först beskrevs av Maurice Pic 1936.  Rhaphuma externesignata ingår i släktet Rhaphuma och familjen långhorningar. Inga underarter finns listade i Catalogue of Life.